# Thérèse Bertherat
 (novembre 2012).
Si vous disposez d'ouvrages ou d'articles de référence ou si vous connaissez des sites web de qualité traitant du thème abordé ici, merci de compléter l'article en donnant les références utiles à sa vérifiabilité et en les liant à la section « Notes et références ».
Thérèse Bertherat est une kinésithérapeute et essayiste française née à Lyon le 28 mai 1931, décédée à Paris le 19 mai 2014[réf. nécessaire]. Elle est la créatrice de l'antigymnastique.

## Biographie
Elle est l’auteur du Corps a ses raisons, premier best-seller mondial sur le corps. Dans ce livre, paru en 1976, alors que la vogue du corps commençait à déferler, Thérèse Bertherat propose une approche à contre-courant de la kinésithérapie alors pratiquée. « Notre corps », explique-t-elle, « est intelligent, il a une histoire, de la mémoire. Il mérite beaucoup mieux qu’une domestication forcée et un dressage systématique. » Thérèse Bertherat s'est inspirée principalement des travaux de trois personnes : le médecin et psychanalyste autrichien Wilhelm Reich, l'instigatrice de la gymnastique holistique Lily Ehrenfried, et surtout la kinésithérapeute Françoise Mézières, créatrice de la Méthode Mézières, qu'elle a rencontrée en 1972 à Paris et qui fut son professeur de kinésithérapie. 
Pour marquer sa différence par rapport à la gymnastique classique, la méthode inventée par Thérèse Bertherat porte le nom d'« antigymnastique ». Elle est considérée comme une pédagogie corporelle. Elle vise une meilleure connaissance de son corps afin d'apprendre à relâcher, par soi-même, tensions et contractions musculaires. Plus de trente ans après sa création, l'antigymnastique est connue et pratiquée dans de nombreux pays.
« On nous dit qu’il faut que le corps se fortifie, qu’il faut suer et transpirer. Alors pour avoir la forme, on enfourche son vélo, on se pend à l’espalier, on s’essouffle au jogging, on empoigne les haltères. Ce qu’il faudrait faire, c’est d’abord ouvrir les yeux et se donner la peine de regarder notre corps pour comprendre comment il fonctionne » écrit Thérèse Bertherat dans Le Corps a ses raisons.
Elle est la mère de Marie Bertherat, écrivain pour la jeunesse.